# Мавпячий кулак
|                      |                                                     |
| Категорія:           | Стопорний вузол                                     |
| Типове використання: | Зав’язується на кінці мотузки як обтяжувач або якір |
| ABoK:                | #2202                                               |
| Інструкція:          | Animated Knots                                      |

Мавпячий кулак — це тип вузла, названий так тому, що він дещо нагадує маленький стиснутий кулак або лапу. Його зав'язують на кінці мотузки, щоб служити обтяжувачем, полегшуючи кидання, а також як декоративний вузол. Цей тип обяженої мотузки можна використовувати як ручну зброю, яку моряки називають кистень. У минулому його також використовували як якір у скелелазінні, заштовхуючи його в тріщину. Його все ще іноді використовують сьогодні в пісковику, як, наприклад, у Ельбських пісковикових горах у Німеччині.

## Опис
Мавпячий кулак — це сферичне покриття з шістьма поверхневими частинами, що представляють собою регулярне переплетення «один над одним і один під одним». Це переплетення зазвичай подвоюють або потроюють, щоб створити вигляд, який поверхово нагадує турецький вузол. Як і турецький вузол, цей вузол зав'язується однією ниткою, але на цьому подібність закінчується. Діаграма турецького вузла складається з однієї лінії; звичайна діаграма мавпячого кулака має три окремі лінії, які найкраще представлені трьома переплетеними колами, у найкращих традиціях Баллантайна. Щоб зав'язати вузол за цією діаграмою однією ниткою, необхідно завершити кожне коло по черзі — тобто подвоїти або потроїти його, залежно від випадку — і коли це буде зроблено, відхилити нитку в інше коло, яке завершується по черзі, перш ніж розпочати третє і останнє коло.— Книга вузлів
Вузол «мавпячий кулак» найчастіше використовується як обтяжувач на викидному кінці. Лінія матиме мавпячий кулак на одному кінці, зросток-коуш або булінь на іншому, приблизно 10 метрів лінії між ними. Легка допоміжна лінія буде прив'язана до буліня, тоді обтяжена викидна лінія може бути кинута між кораблем і доком. Інший кінець легкої лінії буде прикріплений до важчої лінії, дозволяючи легко дотягнути її до цілі.
Вузол часто зав'язують навколо невеликої ваги, такої як камінь, мармур, тугий згорток паперу, картеч, кулька підшипника, або шматок дерева. Однак це може вважатися небезпечним і, отже, поганою морською майстерністю.
Публікація Морського та берегового агентства Великої Британії (MCA) "Кодекс безпечної практики роботи для торгових моряків", розділ 25.3.2, стверджує, що "викидні кінці повинні бути виготовлені з 'мавпячим кулаком' на одному кінці. Щоб запобігти травмам, 'кулак' повинен бути зроблений лише з мотузки і не повинен містити доданих обтяжувальних матеріалів".

## Зав'язування

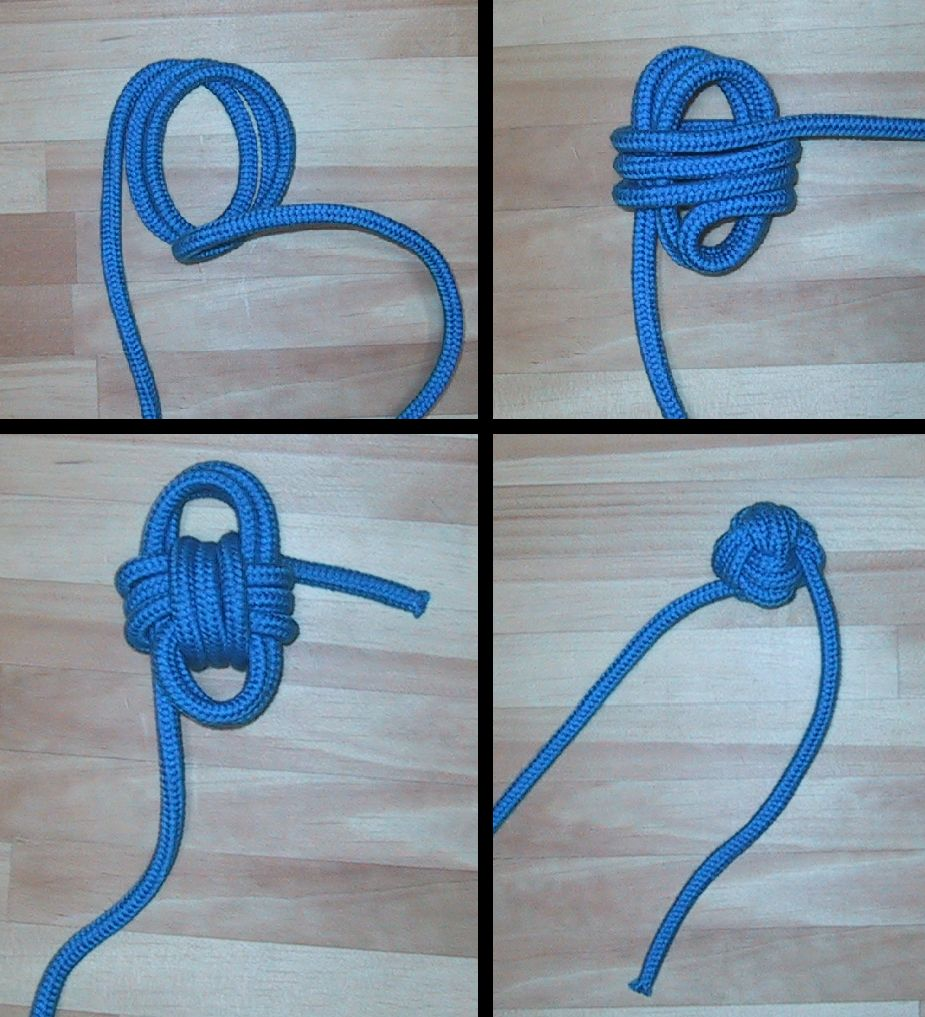
зав'язування мавпячого кулака

Три витки шнура в мавпячому кулаці утворюють по суті набір кілець Борромео у трьох вимірах. Це найбільш очевидно, коли зав'язується плоским. Кільця слід починати біля центру, намотувати ззовні всередину, у всіх трьох наборах кілець, а третій набір завершувати, дозволяючи кінцю виходити через трикутний отвір у центрі. Подальше затягування повинно призвести до того, що зовнішні краї закрутяться, утворюючи протилежний трикутний отвір навколо основної частини. Це підходить, якщо кільцеподібний об'єкт повинен бути вміщений у центральній порожнині навколо основної частини. Якщо об'єкт не має отвору, може бути бажано, щоб кінці виходили з вузла в або біля центрального трикутного отвору.

Плоске зав'язування вузла мавпячий кулак
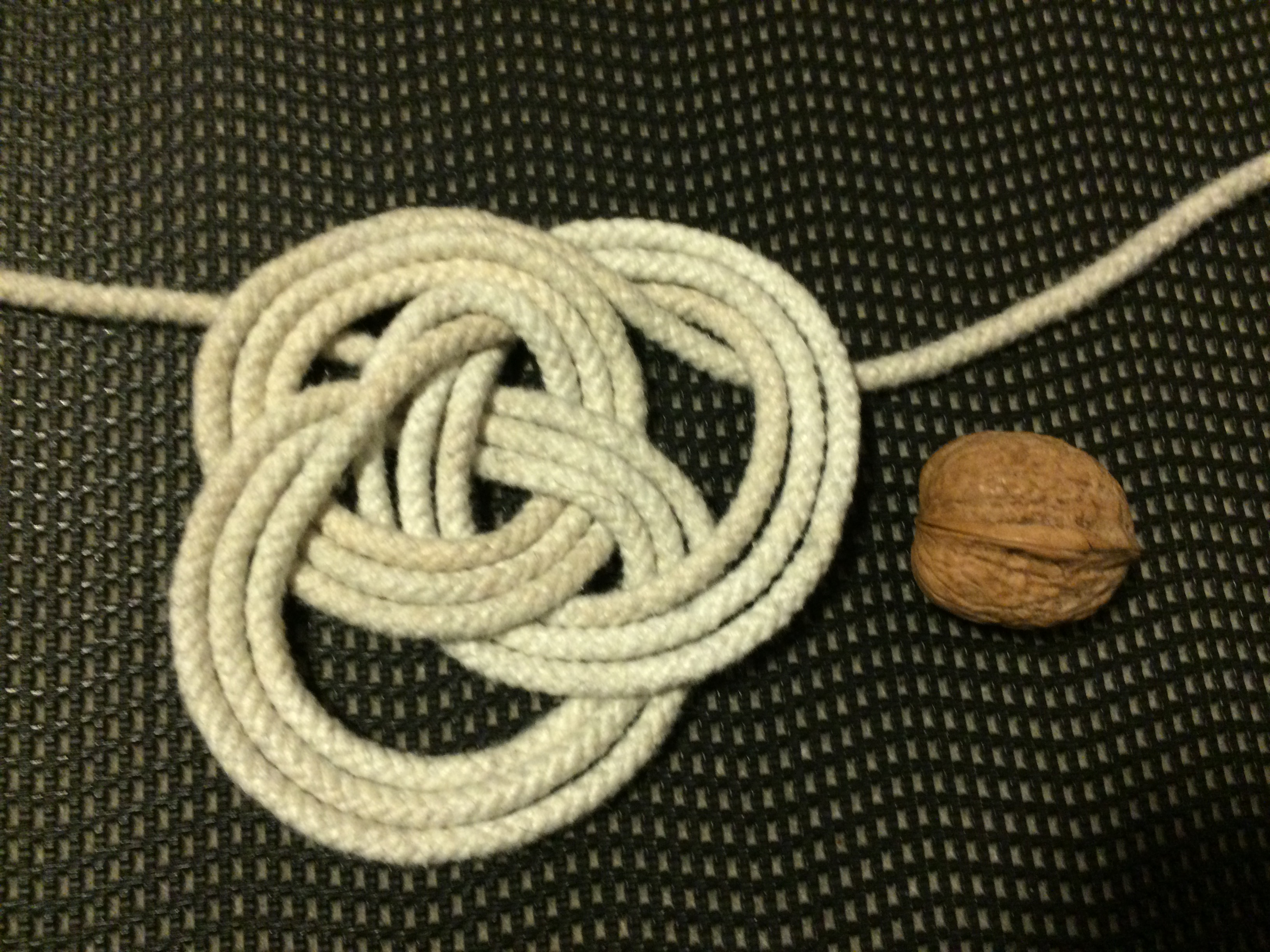
Крок 1: зав'язаний у плоскому вигляді
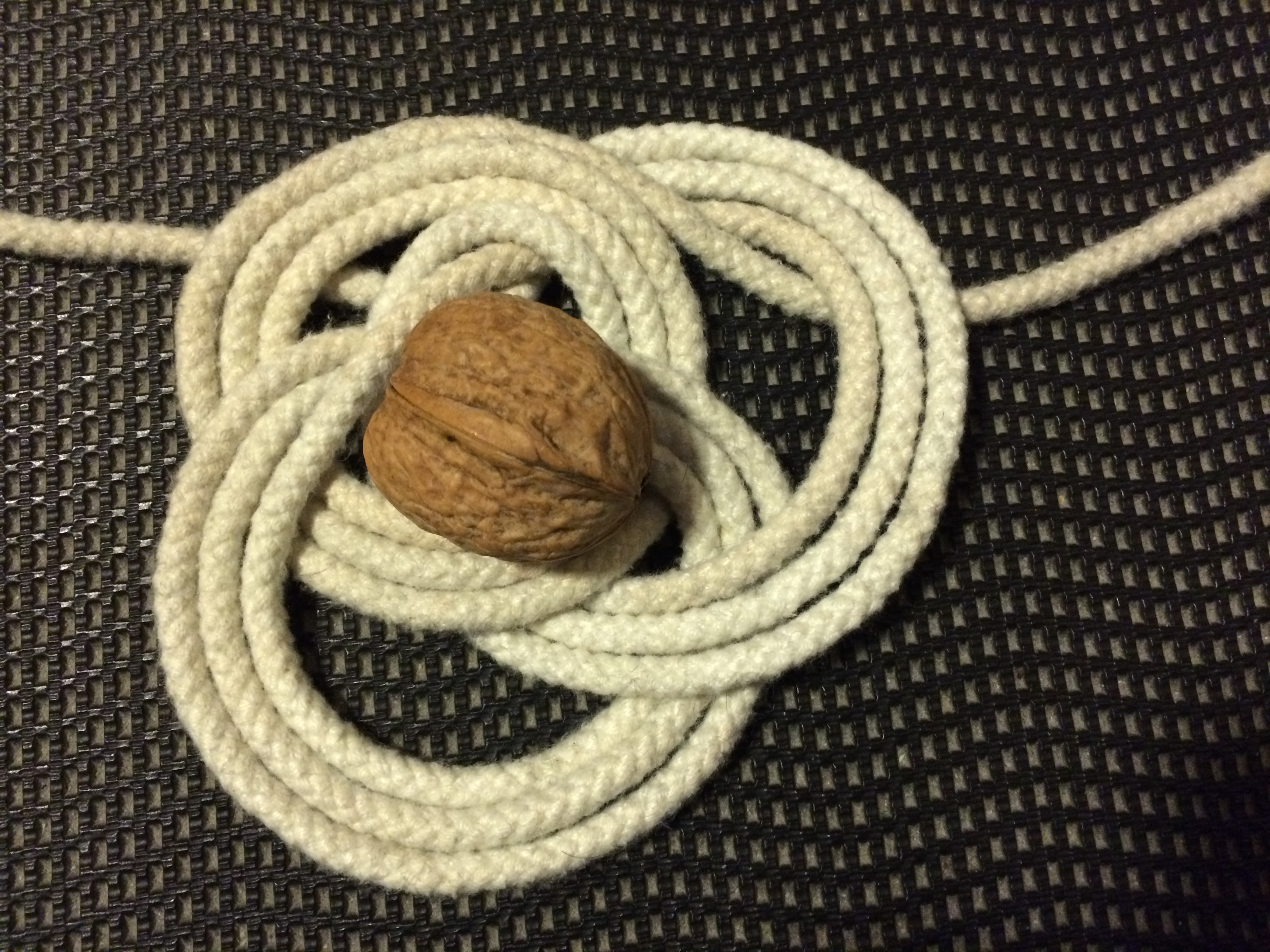
Крок 2: плоский, з серцевиною посередині
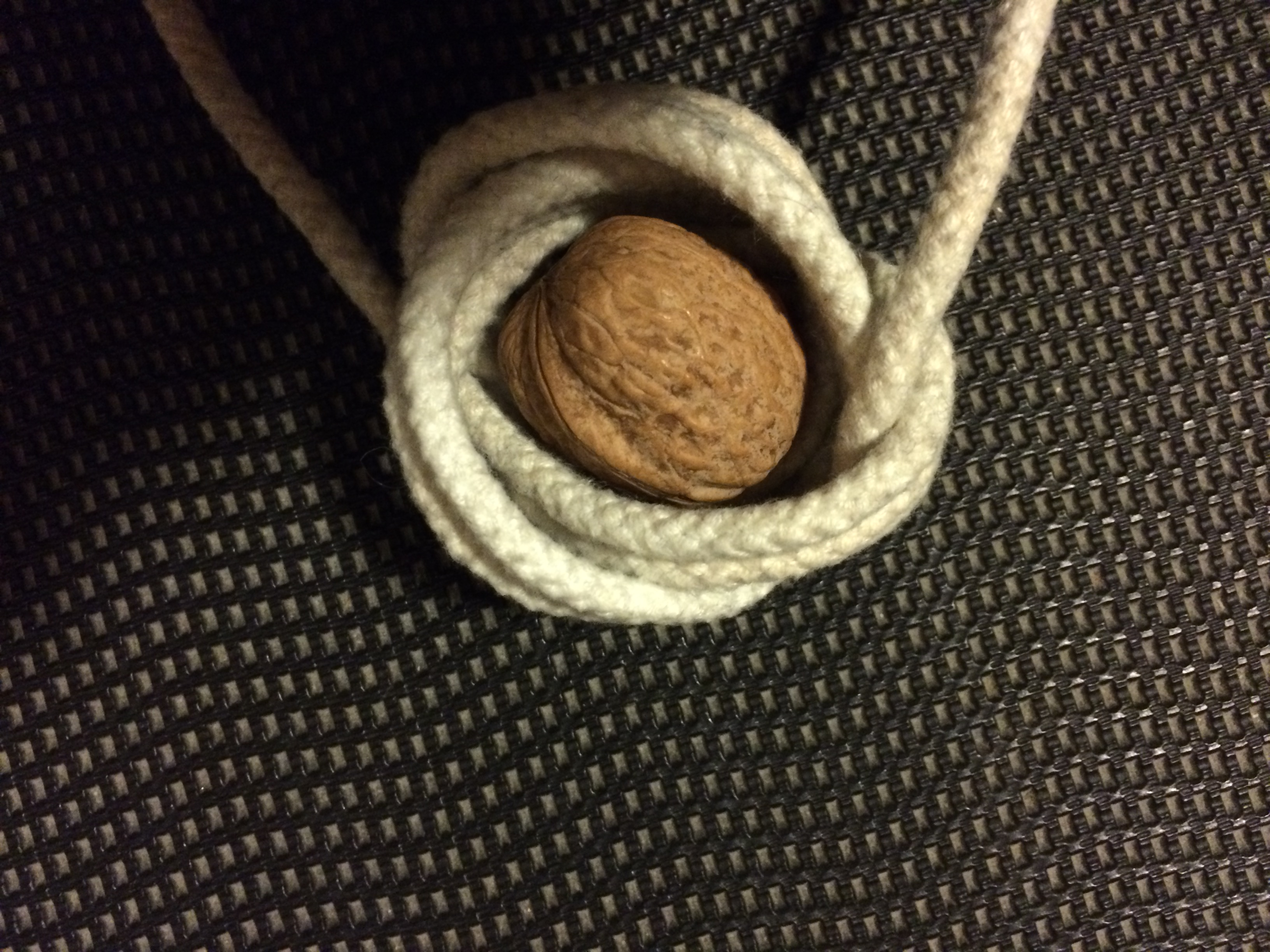
Крок 3: вільне обгортання серцевини
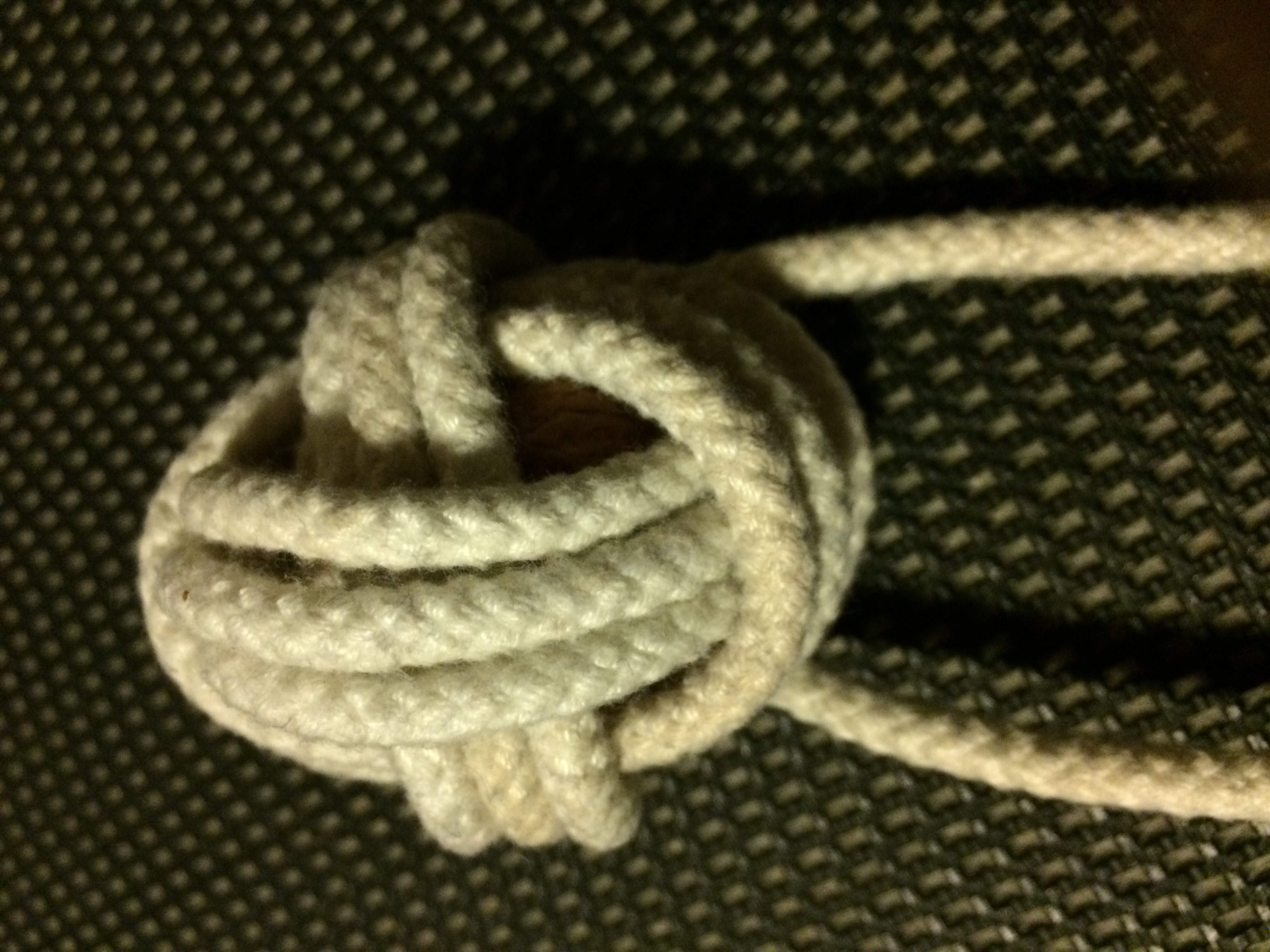
Крок 4: затягнутий навколо серцевини

## Інші застосування

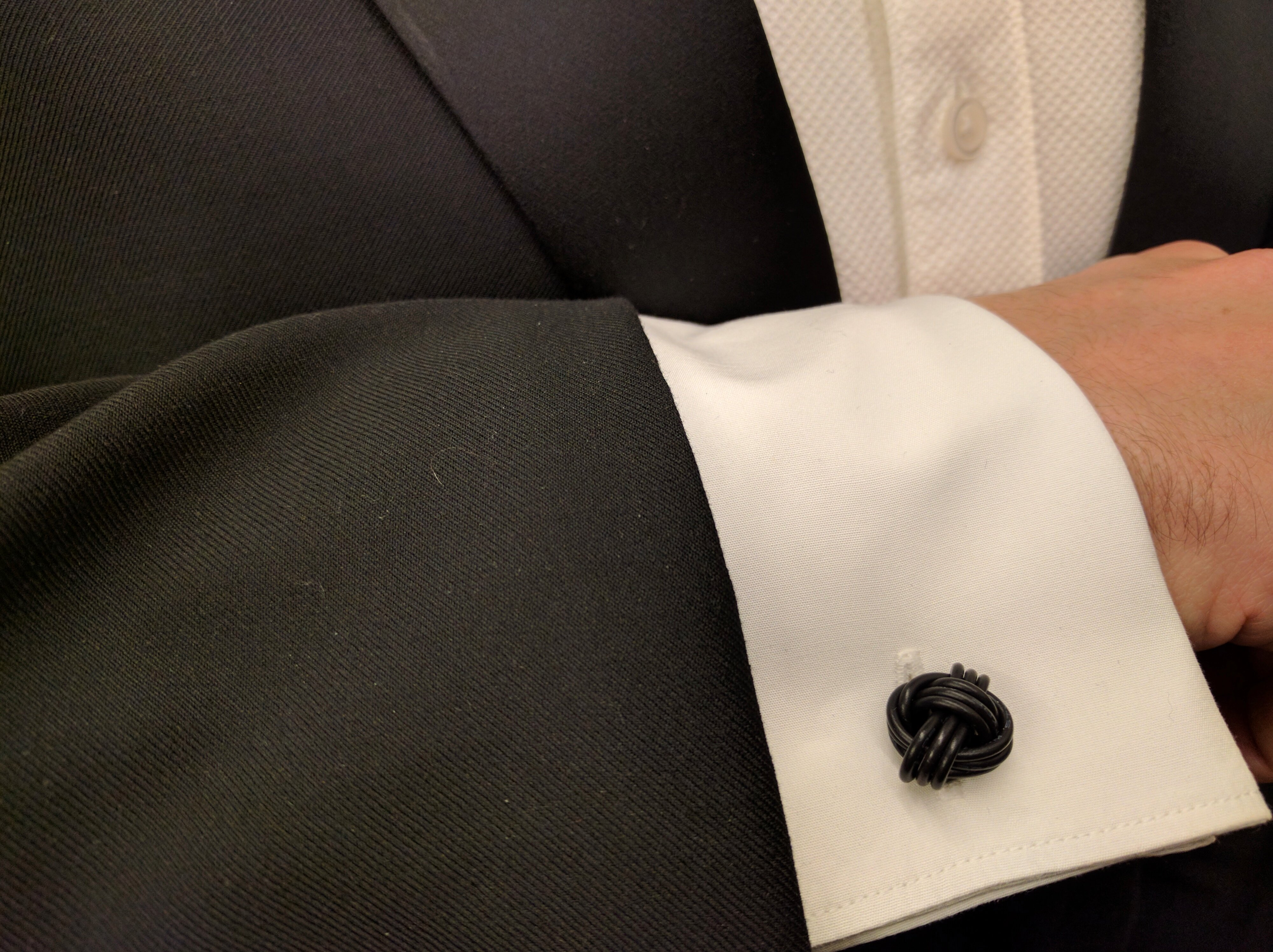
Запонки з дроту, зав'язаного у вузол «мавпячий кулак»

Мавпячий кулак можна використовувати на двох кінцях буксирних ліній однієї сторони рибальської сітки, яку потім кидають з одного траулера на інший, дозволяючи сітці бути закинутою та встановленою між двома човнами, щоб трал міг використовуватися між двома, у парному траленні, де буксирування або вилов узгоджується між обома сторонами. Це полегшує вилов риби, враховуючи більшу площу поверхні між обома човнами, щоб розвернутися і виловити пропущену рибу з моря набагато швидше. Після того, як всю рибу витягли з моря, буксирні лінії рибальської сітки повертають назад до головного траулера шляхом кидання обох мавпячих кулаків. Крім того, мавпячий кулак можна використовувати як обтяжувач викидного кінця, кинутого на протилежний корабель, щоб зблизити два кораблі.
Мавпячі кулаки зазвичай використовуються як зручний та непомітний спосіб зберігання та транспортування дорогоцінного каміння.[джерело?]
Кидковий мавпячий кулак можна створити, зав'язавши навколо важкого матеріалу, такого як залізна куля або камінь. Плавучий мавпячий кулак можна створити, зав'язавши навколо плавучого матеріалу, такого як корок, пінопласт, наповнене повітрям кільце або куля.
Це також найпоширеніший вузол, що використовується у парі для запонок, де він вважається "шовковим вузлом".
Мавпячі кулаки стали популярними як основні ручки для розкриття спортивних парашутних систем.
Мавпячі кулаки часто використовуються в сучасних беґлері , оскільки вони м'якші для кісточок пальців, ніж металеві намистини.
Мавпячі кулаки часто використовуються в сібарі та бондажі, зав'язані на певній відстані вниз по мотузці, щоб використовувати їх як кляп.

## Зовнішні посилання
- Анімована схема зав'язування